# Simeon De Witt
Simeon De Witt (Wawarsing, 25 december 1756 - Ithaca, 3 december 1834) was een Amerikaans landmeter. De Witt was zoon van twee Nederlandse kolonisten, te weten Andries De Witt en Jannetje Vernooy De Witt en studeerde aan de Rutgers University in New Brunswick. Tijdens de Amerikaanse Onafhankelijkheidsoorlog vluchtte De Witt naar New York en werd aangesteld als assistent-geograaf en landmeter van het leger. Hij had het vak geleerd van James Clinton. Na het overlijden van zijn meerdere Robert Erskine, werd De Witt in 1780 aangesteld als geograaf en landmeter. Na de oorlog werd hij aangewezen als landmeter van de staat New York en maakte diverse belangrijke kaarten. Zo ontwierp hij mede het Commissioners' Plan of 1811, waarbij een voorstel werd gedaan voor de verkaveling van de uitbreiding van de stad New York en maakte een gedetailleerde kaart van de gehele staat New York.
- Bibliothèque nationale de France: cb15401135q (data)
- International Standard Name Identifier: 0000 0000 2297 5862
- Library of Congress Control Number: n50040422
- SNAC: w6cn72r4
- Virtual International Authority File: 39681394
- WorldCat: E39PBJqqm43CtcCYtwf7RPChHC